# Soupiska české fotbalové reprezentace do 20 let – 2001
Česká fotbalová reprezentace do 20 let postoupila na Mistrovství světa ve fotbale hráčů do 20 let 2001 v Argentině do čtvrtfinále, kde z dalších bojů byla vyřazena týmem Paraguaye po porážce 0:1.
| Brankáři  | Petr Čech          | AC Sparta Praha            |
|           | Patrik Kolář       | AC Sparta Praha            |
| Obránci   | Tomáš Hübschman    | AC Sparta Praha            |
|           | Martin Leština     | SK Dynamo České Budějovice |
|           | Vlastimil Vidlička | FC Slovan Liberec          |
|           | Tomáš Glos         | SK Sigma Olomouc           |
|           | Pavel Besta        | FC Baník Ostrava           |
| Záložníci | Patrik Křap        | FC Zbrojovka Brno          |
|           | Petr Silný         | FC Slovan Liberec          |
|           | Radek Šírl         | Bohemians Praha 1905       |
|           | Michal Macek       | FK Marila Příbram          |
|           | David Lafata       | SK Dynamo České Budějovice |
|           | Martin Živný       | FC Zbrojovka Brno          |
|           | Jan Polák          | FC Zbrojovka Brno          |
| Útočníci  | Tomáš Pešír        | AC Sparta Praha            |
|           | Jaroslav Šedivec   | FC Viktoria Plzeň          |
|           | Petr Musil         | FC Zbrojovka Brno          |
|           | Tomáš Jun          | AC Sparta Praha            |
| Trenér    | Dušan Fitzel       | Slovensko                  |